# Filomeno Ormeño Belmonte
Filomeno Ormeño Belmonte (*Rímac, 6 de junio de 1899 - † Lima, 5 de noviembre de 1975). Fue un destacado compositor, orquestador y pianista peruano.

## Biografía
Sus padres fueron Filomeno Ormeño Bustamante y María Isabel Belmonte Valdivia. Cursó instrucción primaria en el Colegio del Sr. Bravo y la secundaria en el Seminario de Santo Toribio, en calidad de interno entre los años 1909 a 1913, pero lo abandonó por carecer de vocación sacerdotal. A temprana edad aprendió a tocar el piano por su cuenta y en 1918 compuso su primer vals "Cuando las hojas caen", de sonado éxito. Estudió música en forma autodidacta e inició una vida de bohemio y criollo que lo llevó a ser conspicua figura de toda jarana limeña. Pronto se hizo del favor del presidente Augusto B. Leguía por su virtuosismo, y en el año 1925 pasó a encabezar la primera orquesta encargada de amenizar películas mudas, en el prestigioso cine Iris. Como director de orquesta, participó en la inauguración del Gran Hotel Bolívar y del recibimiento al Príncipe de Gales.

## Su pasión por la música
En 1931, su orquesta fue seleccionada para integrar la Gran Embajada de Arte que llevó la Feria Flotante Sudamericana en el vapor Urubamba hasta Guayaquil, en Ecuador, donde tuvo enorme éxito. Al regreso, la orquesta fue contratada por el Hotel Bolívar para funciones diarias por espacio de dos años. En 1934 ingresó a trabajar en Radio Dusa, interpretando música internacional, entonces de moda como el tango, rumba, etc, pero insistió en introducir la música criolla en los programas radiales. También realizó interpretaciones instrumentales para la radio acompañado por el dúo Costa-Monteverde, con quienes formó el Trío Peruano. Su actividad ayudó a dar prestancia en la radio a la música peruana. Con el tiempo, Ormeño pasó a ser director musical de Radio Internacional, y fue convocado por Radio Grellaud, luego Radio Lima, para encabezar la primera orquesta criolla del Perú, que estrenó su pieza Rapsodia peruana el 28 de julio de 1938. Intervino igualmente como musicalizador de películas de cine, entre ellas "Corazón de Criollo" (1938), dirigida por Roberto Arteano.

## Compositor
Como director musical de Radio Lima reunió en su elenco a los más destacados intérpretes de la música criolla como Las Criollitas, Las Estrellitas, Jesús Vásquez, Javier González, Esther Granados y muchos otros. En 1938 compuso su famosa "Canción del carnaval", que ganó el primer premio en un concurso convocado por la Municipalidad Metropolitana de Lima, canción que pronto se oficializaría como símbolo del carnaval limeño y alcanzaría fama en toda América. 
Puesto que su fama había trascendido las fronteras, viajó a Chile en 1945 para efectuar 100 grabaciones de música peruana para la empresa R.C.A. Víctor. Acompañado por su conjunto formado por las hermanas Rosina y Aida Martorell, Luis Abanto Morales y Arístides Inga Segovia, causó gran sensación en Santiago, Antofagasta y La Paz. De regreso en Lima volvió a su labor de difusión de la música criolla en Radio Nacional, produjo y dirigió al célebre dúo femenino Las Hermanas del Rocío. Compuso el ballet La moza mala, que estrenó el Ballet Peruano en el Teatro Nacional el 21 de octubre de 1959. Con motivo de sus bodas de plata radiales el 6 de noviembre del mismo año, recibió un gran homenaje de parte de todos los artistas criollos en el Teatro Perricholi, de Bajo el Puente.
Entre sus composiciones más celebradas están:
- "Celaje"
- "Labios rojos"
- "Cuando me quieras"
- "Feliz amanecer"
- "Un viejo querer"
- "De alma y talón"
- "Tondero peruano"
- "El Huayruro"
- "El Palomo enamorado"

## Últimos años
En su última etapa, recibe diversos homenajes y reconocimientos como la Orden del Servicio Civil del Estado en el Grado de Caballero, de manos del presidente Manuel Prado y Ugarteche el 26 de noviembre de 1959. Se retiró del ambiente artístico y vivió apaciblemente sus últimos años de su vida en casa. Sus nietas Mónica (piano) y Elvira (violín) Cárdenas Ormeño siguieron sus pasos en la música, dedicadas a la música clásica y desarrollando una exitosa carrera en Europa.

## Discografía
Grabó varios discos de larga duración con el dúo formado con Lucho de la Cuba.